# Астра ивовая
Астра ивовая, также симфио́трихум ивовый, американская астра ивовая (лат. Symphyótrichum ×salígnum), — многолетнее травянистое растение, входящее в род Симфиотрихум семейства Сложноцветные (Compositae).
Инвазивный вид гибридного происхождения, возникший в Европе от скрещивания исконно североамериканских видов Symphyotrichum lanceolatum (Willd.) G.L.Nesom и Symphyotrichum novi-belgii (L.) G.L.Nesom. Наиболее широко распространившийся в Европе вид.

## Ботаническое описание
Многолетнее корневищное травянистое растение (30)60—100(130) см высотой. Стебель прямостоячий, в верхней части разветвлённый и несущий многочисленные корзинки. В поперечном сечении в верхней части стебель ребристый.
Листья очерёдно расположенные по стеблю, простые, ланцетные до линейно-ланцетных, часто с пильчато-зубчатым шероховатым краем, на конце острые, в основании клиновидные, у стебля немного расширенные и (как правило, слабо) стеблеобъемлющие.
Корзинки многочисленные, в поперечнике до 2 см, с цилиндрической обёрткой из черепитчато налегающих прижатых травянистых листочков, голых или покрытых шероховатым опушением. Язычковые цветки бледно-лиловые или белые, срединные цветки трубчатые, жёлтые.
Symphyotrichum novi-belgii отличается листьями, как правило, более сильно обхватывающими стебель и имеющими ушки, а также более рыхлой обёрткой корзинок с отогнутыми листочками внешнего ряда. Symphyotrichum lanceolatum — растение с, как правило, белыми язычковыми цветками, с узколанцетными листьями, суженными в довольно заметный черешок, не обхватывающими стебель.

## Распространение
Вид, вероятно, возник в Европе в XVIII веке. Широко распространился по всей Европе и Западной Сибири, также на Дальнем Востоке и в Японии.

## Таксономия

### Синонимы
- Aster ×auriculatus Schloss. ex Nyman, 1879
- Aster ×frutetorum Wimm. ex Nyman, 1879
- Aster ×hungaricus Poir., 1811
- Aster ×leiophyllus Schloss. & Vuk., 1857
- Aster ×salicifolius Scholler, 1787, nom. illeg.
- Aster ×salicinus Nees, 1832
- Aster ×salignus Willd., 1803basionym